# Alluaudia procera
Alluaudia procera és una espècie de plantes amb flors que pertany a la família de les didiereàcies.

## Descripció
Alluaudia procera creix com un arbust en forma d'arbre de 6 a 10 metres, de vegades fins a 15 metres d'alçada amb una capçada estreta de brots verticals. Als brots hi ha moltes espines còniques i de color platejat en fileres ondulades a espirals, que fan entre 10 a 25 mil·límetres de llargada. Les fulles són ovoides a obovades, apareixen inicialment individualment a sota de les espines i fan entre 7 a 25 mil·límetres de llargada i entre 4 a 12 mil·límetres d'amplada. Més tard, les fulles es posen en parelles i apunten amb el costat estret cap amunt. Les fulles joves tenen una superfície similar a un feltre.
Les flors de color groguenc a blanc apareixen en grans panícules amb un diàmetre de 12 a 30 cm. Els fruits en forma de copa fan entre 2 i 3 mm de llargada.
El nombre de cromosomes és {\displaystyle 2n=240} o aproximadament {\displaystyle 256}.

## Distribució
Alluaudia procera està estesa al sud i al sud-oest de Madagascar en sòls àcids o alcalins.

## Taxonomia
La primera descripció d'Alluaudia procera va tenir lloc com a "Didierea procera" el 1901 per Emmanuel Drake del Castillo i publicat a Comptes Rendus hebdomadaires des Séances de l'Academie des Sciences 133: 241. El 1903 el mateix autor va situar l'espècie en el gènere que havia establert recentment Alluaudia i publicat a Bulletin du Muséum d'Histoire Naturelle.
Etimologia
Alluaudia: gènere que va ser dedicat a l'explorador francès François Alluaud (1861-1949).
procera: epítet llatí que vol dir "allargat", "esvelt".